# Lesley Tashlin
Lesley Tashlin, född 27 maj 1969, är en friidrottare från Kanada. Hon deltog vid olympiska sommarspelen 1996.